# Даремский замок
Даремский замок (англ. Durham Castle) — норманнский замок типа motte and bailey, расположенный в английском городе Дарем на скалистом утёсе над рекой Уир. Рядом с ним высится ещё один памятник всемирного наследия — Даремский собор.
Даремский (или Дергемский) замок был воздвигнут в XI веке сразу после норманнского завоевания Англии для защиты северных земель от шотландцев. Он служил резиденцией епископа даремского, правом назначения которого обладал монарх. В начале XIV века князь-епископ Энтони Бек построил в замке парадный зал длиной свыше 30 метров — один из самых внушительных в Англии.
Со временем епископы стали наведываться в замок всё реже, и он начал приходить в запустение. После основания Даремского университета епископ Эдвард Малтби в 1837 году передал в дар университету весь замок с двумя капеллами — древней норманнской (ок. 1078 г.) и позднеготической часовней Танстолла (1540 г.) Опытный архитектор Энтони Сэлвин приспособил донжон для целей размещения студентов.